# 세라 버턴
세라 버턴(영어: Sarah Jane Burton, OBE, 혼전성 허드 Heard, 1974년 ~ )은 영국의 패션 디자이너로, 알렉산더 매퀸의 수석 디자이너이다. 센트럴 세인트 마틴스를 졸업했다. 그녀는 매퀸과 함께 디자인 스튜디오에서 1996년부터 근무했고, 2000년 이후부터 매퀸 우먼스웨어 라인 등 여성복 디자인의 총괄을 맡아왔다. 2010년 매퀸이 자살로 생을 마감한 후 수석 디자이너 자리가 공석이 되자, 그녀가 디렉터로 임명되었다. 알렉산더 매퀸의 사장이자 CEO인 조너선 애커로이드는 "14년 이상 브랜드 창립자인 리 맥퀸과 함께 일해 온 사라 버튼이야말로 알렉산더 맥퀸의 비전에 대해 깊이 이해하고 있어 회사가 그 핵심 가치를 진정으로 유지하도록 할 것이다"며 "사라의 뛰어난 재능과 창조적인 리더십 아래 우리는 브랜드의 역사에 있어 새로운 단계로 나아갈 준비가 되어 있다"고 말했다.

## 서훈
- 2012년 대영 제국 훈장 4등급(OBE) 수훈[2]